# Worthington (Minnesota)
Worthington ist eine Stadt (mit dem Status „City“) und Verwaltungssitz des Nobles County im US-amerikanischen Bundesstaat Minnesota. Das U.S. Census Bureau hat bei der Volkszählung 2020 eine Einwohnerzahl von 13.947 ermittelt.
Worthington entstand in den 1870er Jahren unter dem Namen Okabena Station, einem Haltepunkt der Chicago, St. Paul, Minneapolis and Omaha Railway zwischen den Twin Cities und Omaha. Die Lage am Lake Okabena bot den dampfbetriebenen Lokomotiven einen geeigneten Standort zum Auffüllen ihrer Wassertanks. Erst später wurde sie in Worthington umbenannt.
Seit 1947 unterhält Worthington eine Städtepartnerschaft mit Crailsheim, welches die erste deutsch-amerikanische Städte-Partnerschaft überhaupt war.

## Geografie
Nach den Angaben des United States Census Bureaus hat die Stadt eine Fläche von 22 km², wovon 18,5 km² auf Land und 3,5 km² (= 16,10 %) auf Gewässer entfallen.
Durch das zu Worthington gehörende Gebiet führen Interstate 90, U.S. Highway 59 und Minnesota State Route 60.
Worthington liegt im 1. Kongresswahlbezirk Minnesotas.

## Demografische Daten
Nach der Volkszählung im Jahr 2010 lebten in Worthington 12.764 Menschen in 4458 Haushalten. Die Bevölkerungsdichte betrug 689,9 Einwohner pro Quadratkilometer. In den 4458 Haushalten lebten statistisch je 2,79 Personen.
Ethnisch betrachtet setzte sich die Bevölkerung zusammen aus 62,2 Prozent Weißen, 5,5 Prozent Afroamerikanern, 0,7 Prozent amerikanischen Ureinwohnern, 8,6 Prozent Asiaten, 0,2 Prozent Polynesiern sowie 20,5 Prozent aus anderen ethnischen Gruppen; 2,4 Prozent stammten von zwei oder mehr Ethnien ab. Unabhängig von der ethnischen Zugehörigkeit waren 35,4 Prozent der Bevölkerung spanischer oder lateinamerikanischer Abstammung.
26,8 Prozent der Bevölkerung waren unter 18 Jahre alt, 58,2 Prozent waren zwischen 18 und 64 und 15,0 Prozent waren 65 Jahre oder älter. 48,9 Prozent der Bevölkerung war weiblich.

Das mittlere jährliche Einkommen eines Haushalts lag bei 42.472 USD. Das Pro-Kopf-Einkommen betrug 19.435 USD. 26,8 Prozent der Einwohner lebten unterhalb der Armutsgrenze.

## Bekannte Bewohner
- George Dayton (1857–1938) war hier Bankier, bevor er sich in Minneapolis niederließ und Dayton's Department Store (heute ein Teil von Macy’s) eröffnete. Sein Wohnhaus aus dem Jahr 1890 wurde inzwischen renoviert.
- Tim O’Brien (* 1946) – Autor, der für seine Romane über die Folgen des Vietnamkrieges bekannt ist, wuchs in den 1950er Jahren hier auf. In mehreren seiner Werke nimmt er auf Worthington Bezug, unter anderem in The Things They Carried (1990).